# مؤثرات بصرية

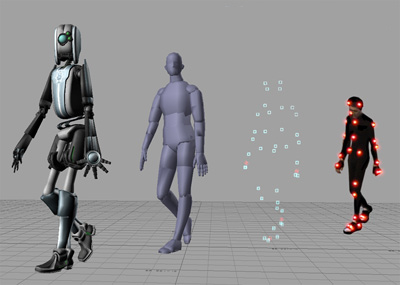

المؤثرات البصرية (إنجليزية: Visual effects) أو التأثير البصري هي مجموعة العمليات التي تصنع أو تعالج من خلالها المشاهد المرئية خارج نطاق التصوير الحي. تشمل عمليات التأثير البصري دمج لقطات من التصوير الحي مع مشاهد صناعية من أجل خلق بيئة تحاكي البيئة الحقيقية. تكمن أهمية التأثير البصري في إنتاج مشاهد من غير المجدي إنتاجها بواسطة التصوير الحي بسبب الخطورة أو التكلفة العالية أو عدم إمكانية تمثيل المشهد. وقد أصبح التأثير البصري باستخدام المشاهد المنتجة حاسوبيا (صور منشأة بالحاسوب) متاحا أكثر لصناع الأفلام عقب انتشار التركيب والتحريك.
اعتمدت المؤثرات البصرية قديما على طرق تقليدية وبسيطة.قديماً كان كل الاعتماد على الخداع البصري للكاميرا فقط ولا يوجد برامج للجرافيك وما شابه، فكمثال لعمل وحش عملاق كان يتم عمل نموذج مصغر للوحش والمدينة ثم يتم تصوير لقطات متتالية لحركة الوحش Frame by frame ثم عرضها جنبا إلى جنب مع الممثل وطبعا جميعنا يعرف أنه كلما اقترب الجسم من العين زاد حجمه وكلما بعد قل حجمه

## التوقيت
غالبا ما يكون التأثير البصري جزءا أساسيا من عملية إنتاج الفيلم وذو قيمة هامة في رونق المشهد ووقعه على المشاهد. يتم تنفيذ المؤثرات البصرية عادة في مرحلة ما بعد الإنتاج، إلا أن التخطيط والتحضير له يبدآن في مرحلة ما قبل الإنتاج ومرحلة الإنتاج.

## الفئات
يمكن تقسيم المؤثرات البصرية إلى خمس فئات رئيسية على الأقل:
- النماذج
- لوحات بدهان الماتي
- مؤثرات التصوير الحي
- أدوات التحريك الرقمي مثل رسومات ثلاثية الأبعاد والإكساء
- التأثير الرقمي

### الكروما
الكروما عبارة عن تصوير المشهد على خلفية ذات لون أخضر أو أزرق، ثم بعد ذلك يتم حذف هذه الخلفية ببرامج الجرافيك ودمج المشاهد والمؤثرات المصممة على برامج الجرافيك معها، وتساعد تقنية الكروما على توفير الكثير من المال والوقت والجهد فمثلاً بدلا من أن يضطر فريق العمل لبناء البيئة المحيطة أو مثلاً بناء ديكورات المباني التاريخية والتي تأخذ الكثير من الوقت والمجهود فيمكن أن يتم تصوير المشهد بالكروما ثم تصميم البيئة المحيطة المطلوبة على برامج الجرافيك ثم دمجها بسهولة مع المشهد.

### لاقط الحركة
Motion Capture وهي ملابس خاصة ترتبط بمجموعة من الاسلاك يرتديها الممثلين ويقوموا بتأدية المشاهد التمثيلية وتلتقط هذه الأجهزة الحركة وتقوم بتحويلها إلى Key frames أي مفاتيح حركة على برامج الجرافيك

### التصوير ثلاثي البعد
هو طريقة للتصوير تسجل وصفا مجسما للأجسام . وهذه الطريقة تقلد عمل العينين . فالعينان تكونان صورتين من زاويتين مختلفتين قليلا للجسم المرئي بسبب فرق المسافة بين العينين، وترسل العينان الصورتين إلى المخ حيث يتم دمج الصورتين فيظهر الشيء أمامنا مجسما، أي أننا نستطيع تقدير عمق الشخص أو الشجرة في الصورة، وكذلك تقدير القريب والبعيد . أما باستخدام عين واحدة فلا يمكننا تحديد العمق أو بعد الأشياء المرئية.

## أشهر البرامج العالمية المستخدمة في إنتاج الخدع السينمائية
تعددت البرامج المستخدمة في هذا المجال واختلف محبوها، ونستعرض هنا بعض هذه البرامج :
- أوتو ديسك ثري دي ستوديو ماكس (Autodesk 3D studio Max)
- أوتو ديسك مايا (Autodesk Maya)
- سوفت إيماج (Softimage)
- أدوبي أفتر إفكتس
- هوديني (Houdini)
- فوندري نوك (Foundry Nuke)